# Југославија на Евровизији младих музичара
Југославија је учествовала на бијеналном такмичењу младих музичара Евровизије 4 пута, дебитовали су 1986. и наступали на сваком такмичењу до последњег 1992. године. 

## Преглед учешћа
| Година | Учесник           | Инструмент |
| ------ | ----------------- | ---------- |
| 1986.  | Александар Маџар  | клавир     |
| 1988.  | Виолета Смаиловић | виолина    |
| 1990.  | Дејан Божић       | виолончело |
| 1992.  | Огњен Поповић     | кларинет   |